# Johannes Blasius
Johannes Blasius oder in Deutsch: Hans Bläsi (* um 1490 in Graubünden; † 18. Juli 1550 in Chur) war ein Schweizer evangelischer Pfarrer und Reformator in Malans, Chur und in weiteren Orten Graubündens. Zusammen mit Johannes Comander und Philipp Gallicius verfasste er 1537 den ersten Bündner Katechismus, eine Lehrschrift für die evangelisch-reformierte Kirche Graubündens.

## Leben
Blasius’ Herkunft ist nicht genau bekannt; es wird vermutet, dass er aus dem Münstertal oder aus Plurs bei Chiavenna stammen könnte. Daher ist sein Name nur in lateinischer und deutscher und nicht in rätoromanischer Form festgehalten. Er muss studiert haben, weil überliefert ist, dass er gute Kenntnisse in den Altsprachen Hebräisch, Griechisch und Latein besass.
Er war als reformierter Pfarrer tätig, zuerst 1526 bis 1530 in Malans, dann 1530 bis 1550 an der Regulakirche in Chur, der zweiten Stadtkirche. Er gilt nach Johannes Comander als wichtigster Reformator Churs und Graubündens. Er nahm an den Religionsgesprächen 1526 in Ilanz und 1537 in Susch teil, die zu den Ilanzer Artikeln führten, die die Vorherrschaft der katholischen Kirche und des Bischofs brachen und die Ausbreitung der Reformation voranbrachten. Zusammen mit Johannes Comander und Jakob Salzmann verfasste er 1537 den ersten Bündner Katechismus. Wegen seiner Gegnerschaft von Soldbündnissen und seines reformatorischen Eifers wurde er oft angefeindet. An der Gründung der Lateinschule in Chur 1539 war er führend beteiligt. Im Auftrag der Stadt Chur und der Evangelisch-rätischen Synode wurde er auf Reisen geschickt. Blasius stand auch in Briefkontakt mit dem Zürcher Reformator Heinrich Bullinger, der eine wichtige Rolle für die Reformation in Graubünden spielte, so in den Jahren 1545 und 1546.
Blasius starb 1550 in Chur an der Pest, die zu dieser Zeit in der Stadt grassierte.

## Werke
Mit Johannes Comander und Jakob Salzmann: Katechismus. Chur 1537.